# Lindisfarne
Lindisfarne, també anomenat Holy Island, és una illa de marea a la costa nord oriental d'Anglaterra, que està connectada a la terra ferma de Northumberland per un camí que les marees tallen dues vegades al dia. En el cens de 2001 tenia una població habitual de 162 persones. A Lindisfarne va haver la primera ràtzia coneguda dels vikings sobre sòl britànic el 8 de juny de 793, data que se sol considerar l'inici de l'era vikinga.

## Etimologia
En anglès antic significa '[illa] dels que viatgen des de Lindsey', cosa que indica que l'illa fou ocupada per habitants del Regne de Lindsey, o que els seus habitants en serien originaris.